# اریکو تامورا
اریکو تامورا (انگلیسی: Eriko Tamura؛ زادهٔ ۱۶ ژانویهٔ ۱۹۷۳) بازیگر، خوانندگی اهل ژاپن است. وی از سال ۱۹۸۹ میلادی تاکنون مشغول فعالیت بوده‌است.
از فیلم‌ها یا برنامه‌های تلویزیونی که وی در آن نقش داشته‌است می‌توان به دراگونبال اوولوشن اشاره کرد.